# Peter Nemšovský
Peter Nemšovský (6. ledna 1943, Bratislava – 11. května 2020 Praha) byl československý atlet slovenské národnosti a později trenér, jehož specializací byl trojskok.

## Kariéra

### Začátky
V počátcích se věnoval košíkové. S atletikou začal v roce 1956 v Bratislavě a později dva roky závodil za Spartak Sokolovo (1959 – 1960), kde jeho trenérem byl Oldřich Staněk. Největší část své kariéry strávil (1961 – 1968) v Dukle Praha pod vedením trenéra Zdeňka Melichárka. Kariéru ukončil jako člen Slavie Praha, kde závodil v letech (1969 – 1972).

### Mezinárodní úspěchy
Dne 22. května 1965 v Praze jako první československý trojskokan překonal šestnáctimetrovou hranici (16,04 m). Čtyřikrát vylepšil hodnotu československého rekordu. V březnu roku 1966 se zúčastnil prvého ročníku evropských halových her (předchůdce halového ME v atletice) v tehdy západoněmeckém Dortmundu. Do kvalifikace nastoupilo osm závodníků a šest jich postoupilo do finále. Nemšovský obsadil výkonem 15,72 m páté postupové místo. Ve finále měřil jeho nejdelší pokus z druhé série 16,28 metru a tímto výkonem si zajistil bronzovou medaili. Na Mistrovství Evropy v atletice 1966 v Budapešti skončil ve finále na 10. místě.
V roce 1967 se konaly ve sportovní hale (dnes Tesla Arena) na pražském Výstavišti druhé evropské halové hry v atletice. Do kvalifikace nastoupilo dohromady dvanáct trojskokanů. Nemšovský si zajistil finále druhým pokusem, když dolétl do vzdálenosti 16,35 m a skončil celkově třetí. Nepostoupil naopak druhý československý trojskokan František Křupala, který obsadil 9. místo. Ve finále dokázal Nemšovský ke svému kvalifikačnímu výkonu přidat ještě dalších 22 centimetrů a výkonem 16,57 metru vybojoval zlatou medaili. Stříbro získal Maďar Henrik Kalocsai (16,45 m) a bronz Alexandr Zolotarjov ze Sovětslého svazu (16,40 m).
V letech (1964 – 1970) celkově sedmnáctkrát reprezentoval v mezistátních utkáních. Po ukončení aktivní kariéry působil v různých trenérských funkcích ve Slavii Praha. Mezi jeho svěřence mj. patřili Vlastimil Mařinec, Ján Čado nebo Milan Mikuláš.